# کاتسواکی اندو
کاتسواکی اندو (به ژاپنی: 遠藤功章،  زادهٔ ۱۳ فوریهٔ ۱۹۹۷) یک کشتی‌گیر فرنگی‌کار اهل کشور ژاپن است.
از افتخارات وی می‌توان به کسب مدال طلا بازی‌های آسیایی ۲۰۲۲ اشاره کرد.